# آدم تومسون (لاعب اتحاد الرغبي)
آدم تومسون (بالإنجليزية: Adam Thomson)‏ هو لاعب اتحاد الرغبي نيوزيلندي، ولد في 13 مارس 1982 في كرايستشرش في نيوزيلندا.

## وصلات خارجية
- آدم تومسون عل موقع إسبنسكروم (الإنجليزية)
- آدم تومسون على موقع ItsRugby.co.uk (الإنجليزية)